# フアン・パブロ・バルガス
フアン・パブロ・バルガス・カンポス（Juan Pablo Vargas Campos、1995年6月6日 - ）は、コスタリカ・サルチ出身のプロサッカー選手。コスタリカ代表。ミジョナリオスFC所属。ポジションは、ディフェンダー。

## 経歴

### クラブ
LDアラフエレンセのアカデミーを経て、2013年5月30日、オスカル・ラミレス監督によって、他のユースのロナルド・マタリータやスティーブ・ガリタと共にトップチームに昇格した。
2020年、ミジョナリオスFCで素晴らしい成績を収め、コロンビアリーグでプレーする最高のディフェンダーと呼ばれ、コルトゥルア戦での4-1の勝利でアシストした後はリオネル・メッシと皮肉を込めて比較された。

### 代表
2017年、コパ・セントロアメリカーナでコスタリカ代表デビューを果たし、ベリーズ戦に出場した。

## 代表歴

### 出場大会
- コスタリカ代表
  - 2022 FIFAワールドカップ

### 試合数
- 国際Aマッチ 20試合 3得点（2017年-）[4]

| コスタリカ代表 | 国際Aマッチ | 国際Aマッチ |
| 年             | 出場        | 得点        |
| -------------- | ----------- | ----------- |
| 2017           | 1           | 0           |
| 2018           | 1           | 0           |
| 2019           | 2           | 0           |
| 2020           | 0           | 0           |
| 2021           | 0           | 0           |
| 2022           | 9           | 2           |
| 2023           | 7           | 1           |
| 2024           |             |             |
| 通算           | 20          | 3           |

### 得点
| # | 日時          | 場所     | 対戦相手       | スコア | 結果  | 大会                                           |
| - | ------------- | -------- | -------------- | ------ | ----- | ---------------------------------------------- |
| 1 | 2022年3月30日 | サンホセ | アメリカ合衆国 | 1 – 0  | 2 - 0 | 2022 FIFAワールドカップ・北中米カリブ海3次予選 |

## タイトル
ミジョナリオスFC
- コパ・コロンビア：2022